# Jos Ansoms
Jos J. Ansoms, né le 17 janvier 1947 à Loenhout est un homme politique belge flamand, membre du CD&V.
Il est licencié en sciences politiques et sociales.

## Distinctions
- Commandeur de l'ordre de Léopold (2003)[1]
- Médaille civique de 1re classe

## Fonctions politiques
- Bourgmestre de Loenhout (1972-1977)
- Bourgmestre de Wuustwezel (1977-2012)
- Député fédéral du 8 novembre 1981 au 2 mai 2007, démissionnaire.
  - membre du Conseil flamand du 22 décembre 1981 au 21 mai 1995
  - membre du Conseil interparlementaire consultatif de Benelux.